# سلنی
سلنی (به فرانسوی: Saulny) یک کمون در فرانسه است که در Canton of Marange-Silvange واقع شده‌است.

## خصوصیات
سلنی ۹٫۷۹ کیلومترمربع مساحت و ۱٬۴۹۶ نفر جمعیت دارد و ۳۰۰ متر بالاتر از سطح دریا واقع شده‌است.